# Partito Democratico Popolare dell'Afghanistan
Il Partito Democratico Popolare dell'Afghanistan (PDPA) venne fondato nel 1965. Durante il primo congresso (che si tenne il primo gennaio dello stesso anno) Nur Mohammad Taraki fu eletto segretario. Il partito, alla cui fondazione aderirono alcune centinaia di membri, si servì sin dall'inizio di finanziamenti provenienti da Mosca e si strutturò secondo il modello del Partito Comunista dell'Unione Sovietica, seguendo senza dubbio un orientamento marxista-leninista. La sua costituzione citava infatti: «Il PDPA è il più alto organo politico e l'avanguardia della classe operaia e di tutti i lavoratori in Afghanistan»  con il proposito «di costruire una società socialista in Afghanistan basata sull'adattamento […] dei principi rivoluzionari marxisti/leninisti alle condizioni prevalenti in Afghanistan».

## La scissione
Fin dal 1966 il PDPA si trovò diviso in due correnti, una guidata da Taraki, il quale verrà affiancato da Hafizullah Amin, e l'altra da Babrak Karmal. La divisione non era basata su diverse linee di pensiero ma sulle tattiche da adottare. Karmal, che conosceva le specificità della società afghana, preferiva un approccio graduale senza escludere una collaborazione con il sovrano. Taraki invece sosteneva soluzioni più drastiche, senza quei compromessi che avrebbero potuto contaminare gli obiettivi originari. La rottura definitiva si ebbe nel 1967, quando il partito si divise in due raggruppamenti chiamati con il nome dei loro giornali: il Parcham (“bandiera”), guidato da Karmal, e il Khalq (“popolo”), guidato da Taraki. Nonostante i due schieramenti avessero come punto di riferimento la costituzione del PDPA, di fatto ciascuno sviluppò una propria struttura separata.

## Il partito al potere
Il colpo di Stato che portò il PDPA al potere avvenne il 27 aprile del 1978 da parte delle due fazioni del partito (il Parcham e il Khalq) temporaneamente riunitesi. L'azione, che verrà poi ribattezzata rivoluzione di Saur o anche "Rivoluzione d'aprile", provocò la morte di Mohammed Daoud Khan e di numerosi membri della sua famiglia. Tre giorni dopo venne proclamata la Repubblica Democratica dell'Afghanistan, in cui Taraki coprì la carica di presidente, di primo ministro e di segretario generale del partito; Babrak Karmal quella di vice presidente e di vice primo ministro e Amin quella di ministro degli esteri.
La convivenza tra le due fazioni del PDPA durò poco. Già in giugno, infatti, i membri del Parcham vennero incaricati di ricoprire missioni diplomatiche all'estero, in modo da non partecipare direttamente alla vita politica del Paese e al loro ritorno furono definitivamente allontanati, sancendo così il predominio della fazione Khalq, nella quale sempre più emerse la figura di Amin. Instaurato il governo, venne subito varato un pacchetto di riforme i cui pilastri vertevano sull'abolizione della dote, sulla riforma agraria e sull'alfabetizzazione.